# Dave Pike
Pour les articles homonymes, voir Pike.
Dave Pike, né le 23 mars 1938 à Detroit, et mort le 4 octobre 2015 à Del Mar (Californie), est un vibraphoniste de jazz américain.

## Discographie

### En tant que leader
- 1961: It's Time for Dave Pike (Riverside)
- 1961: Pike's Peak (Epic)
- 1962: Bossa Nova Carnival (New Jazz)
- 1962: Limbo Carnival (New Jazz)
- 1962: Dave Pike Plays the Jazz Version of Oliver! (Moodsville)
- 1964: Manhattan Latin (Decca)
- 1966: Jazz for the Jet Set (Atlantic)
- 1966: The Doors of Perception (Vortex) - released 1970
- 1969: Got the Feelin' (Relax)
- 1969: Noisy Silence - Gentle Noise (MPS)
- 1969: Four Reasons (MPS)
- 1969: Live at the Philharmonie (MPS)
- 1970: Infra Red (MPS)
- 1971: Album (MPS)
- 1972: Salamão (MPS)
- 1973: Masterpieces (MPS) (compilation)
- 1975: Times out of Mind (Muse)
- 1977: On a Gentle Note (Muse Records)
- 1980: Let The Minstrels Play On (Muse Records)
- 1986: Pike's Groove (Criss Cross Jazz)
- 1998: Bop Head (Ubiquity Records)
- 2000: Peligroso (Cubop Records).

### En tant que sideman
Avec Paul Bley
- Solemn Meditation (GNP Crescendo, 1958)

Avec Herbie Mann
- The Family of Mann (Atlantic, 1961)
- Today! (Atlantic, 1966)

Avec Bill Evans
- Piano Player (Columbia/Legacy, 1962)

Avec The Jazz Couriers
- Gene Norman Presents the Jazz Couriers (Whippet, 1958)